# 駐日インド大使館
駐日インド大使館（ヒンディー語: टोक्यो में भारतीय दूतावास、英語: Embassy of India in Japan）は、インドが日本の首都東京に設置している大使館である。在東京インド大使館（英語: Embassy of India in Tokyo）とも。
「ヴィヴェーカナンダ文化センター」（VCC）が併設されており、この名称はインド哲学を19世紀後半に世界へ広めたヴィヴェーカーナンダにちなんで、インド文化センターから2014年に改称された。

## 所在地
| 日本語 | 〒102-0074 東京都千代田区九段南2-2-11            |
| 英語   | 2-2-11, Kudan-Minami, Chiyoda-ku, Tokyo 102-0074 |

## 大使
2023年1月19日より、シビ・ジョージが特命全権大使を務めている。

## 主要イベント

### 林芳正外務大臣の駐日インド大使館主催「花見レセプション」出席（2023年）
2023年3月24日、駐日インド大使館で開催された花見レセプションに日本代表として林芳正外務大臣が出席し、その席上でG7議長国の日本とG20議長国のインドが連携すること、日印関係を深めるため最大限尽力することの2点を述べた。
さかのぼる3月初頭にインドで開催されたG20外相会合に林外務大臣が国会対応を理由に欠席したが、この措置は「信じられない決定」としてインド主要紙から猛反発を浴びていた。在京各国大使館が主催するイベントには外務大臣政務官クラスの人物が出席するのが通例だが、今次の花見レセプションは現職の外務大臣を参列させて厚遇を示す格好となった。